# Accor Arena
Accor Arena (ursprungligen Palais Omnisports de Paris-Bercy (1984–2014), även kallad Bercy Arena (2014–2015) och AccorHotels Arena, (2015 –2020), är en arena i Paris, Frankrike. Den är även känd som Bercy i tävlingar där kommersiella namn är förbjudna, som i Olympiska spelen och är en inomhusidrottsarena och konserthall belägen i grannskapet av Bercy, på Boulevard de Bercy, i det 12:e arrondissementet i Paris. Den närmaste tunnelbanestationen är Bercy. Publikkapaciteten är på mellan 7 000 och 20 300 sittande åskådare beroende på vilken typ av evenemang som arrangeras.
Arenan är utformad av arkitektbyrån Andrault-Parat, Jean Prouvé och Aydin Guvan och har en pyramidform och väggar täckta med en sluttande gräsmatta. Som en del av renoveringsarbetet 2014–2015 döptes arenan om till Bercy Arena den 1 januari 2015. Den döptes återigen om till AccorHotels Arena i oktober 2015, tills den fick sitt nuvarande namn, Accor Arena i juni 2020.

## Evenemang

### Musik
Arenan är en av de viktigaste platserna för konserter i Paris. Det har varit värd för många franska och internationella artister genom åren.
Norska bandet A-ha spelade 2 konserter på Bercy 1988. Bland dem som har uppträtt där mest finns den franske rocksångaren Johnny Hallyday med 93 solokonserter från 1987 till 2016 och sex konserter med gruppen Les vieilles canailles, franska singer-songwritern Michel Sardou med 91 konserter från 1989 till 2012, franska underhållaren Dorothée med 56 konserter från 1990 till 1996 och ytterligare en under 2010, kanadensiska sångerskan Celine Dion med 35 konserter från 1995 till 2017, kanadensiskfödda franska sångerskan Mylène Farmer 33 konserter från 1989 till 2013, samt den amerikanska singer-songwritern Madonna med 25 konserter från 1990 till 2023. Den franska elektroniska musikduon Daft Punk uppträdde och spelade in sitt framträdande för Alive 2007 på Bercy. Det tyska bandet Rammstein uppträdde och spelade in sitt framträdande för Rammstein: Paris at Bercy.

### Sport
Accor Arena är huvudplatsen för Paris Masters ATP Tour tennisturnering, och är värd för det årliga basketevenemanget LNB All-Star Game och Grand Slam Paris judoturnering. Den används också för många andra sportevenemang, som bordtennis, handboll, basket, boxning, gymnastik, bancykling och hoppning. 
Sedan 1985 har arenan varit värd för den årliga Festival des Arts Martiaux.

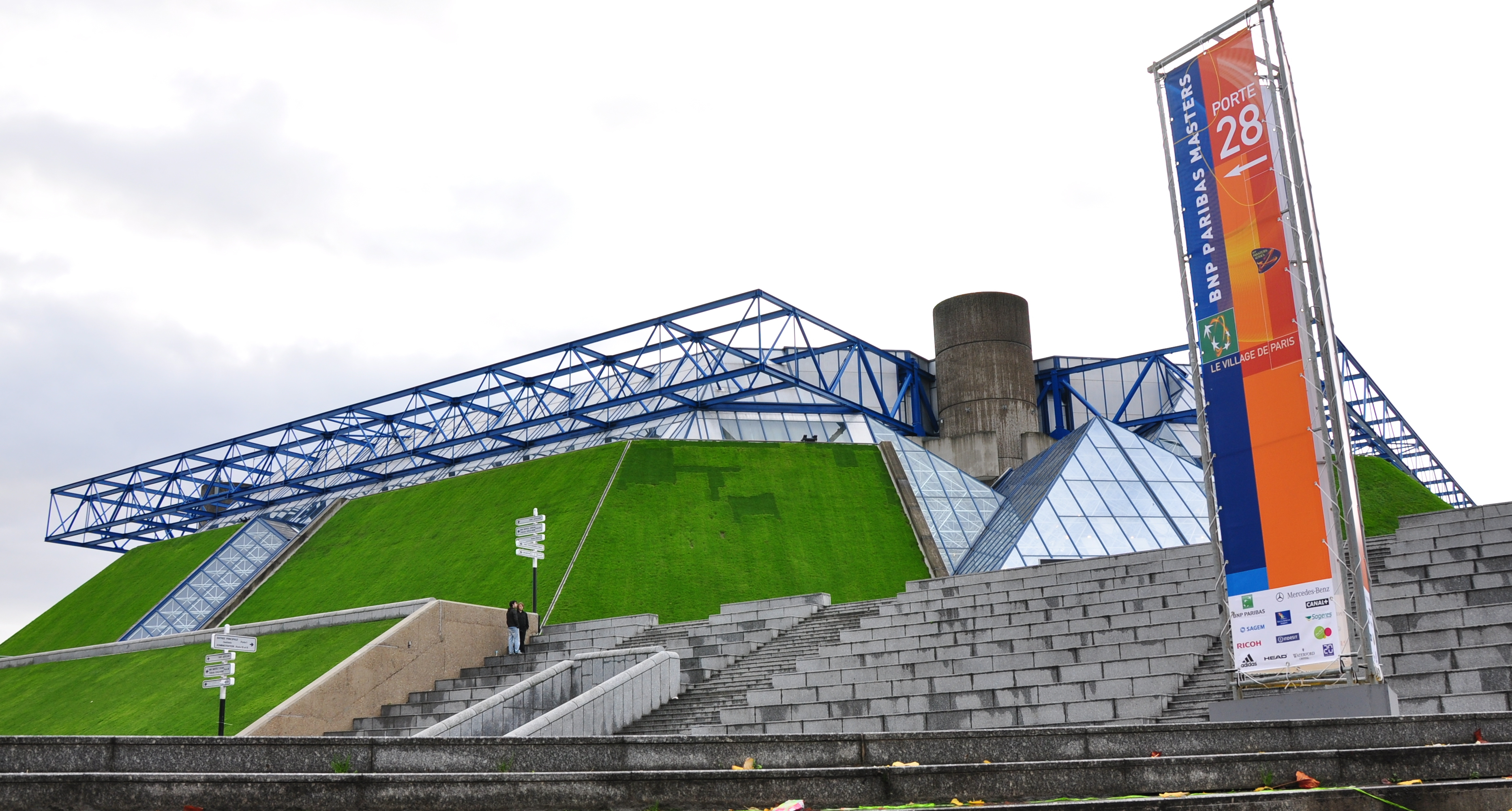
The arena under Paris Masters, 2008.

POPB var värd för det europeiska gymnastikmästerskapet 2000, 1991 och 1996  FIBA EuroLeague Final Fours och FIBA EuroBasket-mästerskapet 1999, bland andra. Den var också värd för EuroLeague Final Four 2009–10 och värd för stjärnloppet Masters Karting Paris Bercy, från 1993 till 2001, och igen 2011. Den var medvärd för 2017 IIHF World Championship och FIBA Women's EuroBasket 2021.
Arenan var värd för 2017 European League of Legends Championship Series Summer Finals och 2019 League of Legends World Championship Finals.
Den 24 januari 2020 var det värd för en NBA-match mellan Milwaukee Bucks och Charlotte Hornets, som skulle representeras av fransmannen Nicolas Batum. Chicago Bulls slog Detroit Pistons med 126-108 på arenan den 19 januari 2023 under NBA-säsongen 2022–23.
Arenan var värd för Frankrikes första UFC-evenemang den 3 september 2022, för UFC Fight Night: Gane vs. Tuivasa.
Arenan var värd för BLAST.tv Major i maj 2023 för videospelet Counter-Strike: Global Offensive. Det kommer att vara den sista majorn som hålls i Global Offensive innan CS:GO kommer att efterträdas av Counter-Strike 2 senare under sommaren.
Arenan kommer att vara en plats för olympiska sommarspelen 2024, som värd för basketfinalerna och de artistiska gymnastikevenemangen.